# 우동 한 그릇
《우동 한 그릇》(일본어: 一杯のかけそば)은 구리 료헤이(栗良平)의 단편소설이다. 1989년 처음 소개되었다. 북해정(北海亭)이라는 우동집에 허름한 차림의 부인이 두 아들과 같이 와서 우동 1인분을 시키자, 가게주인이 이들 모자 몰래 2인분을 담아주는 배려에서 이야기가 시작된다. 상업적인 이익을 남기기 위한 것이라기보다는, 최선을 다하는 봉사로서 소비자를 감동시키는 것으로 이해함을 짐작케 하는 일본 자본주의의 특징을 담고 있다. 일본에서 이 소설을 원작으로한 영화가 제작되었다.
여기서의 교훈은 '다른 사람을 배려하자.'이다.